# The Devil’s Coach-Horses
The Devil’s Coach-Horses ist ein Essay des britischen Schriftstellers und Philologen J. R. R. Tolkien aus dem Jahr 1925. In diesem befasst er sich mit der Bedeutung des mittelenglischen Wortes „eaueres“.

## Hintergrund
In dem Text The Devil’s Coach-Horses: Eaueres betrachtet Tolkien eine Passage aus der Hali Meiðhad, einem Text aus der als Katherine Group bezeichneten Sammlung von fünf Schriften. Dabei handelt es sich um folgende Textstelle:

„Bi hwam hit iſ iwriten þus þurh þe prophete, þet ha in hare wurðinge aſ eauereſ forroteden […] þe ilke ſari wreccheſ þe i þe fule wurðinge vnwedde waleweð, beoð þe deofleſ eauereſ, þet rit ham & spureð ham to don al þet he wule.“

„Of whom it is written thus by the profet (sic), that they in their filth rotted like boars […] the same sorry wretches that unwedded wallow in the foul mire are the devil’s boars, who rides them and spurs them to do all he will.“

Die Übersetzung des Textes durch Frederick James Furnivall besagt, dass der Teufel auf Ebern reitet. Das Wort „eaueres“ wird hier als mittelenglisch „boars“ übersetzt, was auf Deutsch „Eber“ bedeutet. Tolkien schrieb, dass ihm diese Übersetzung und die Ableitung hin zum Wort „eofor“ und „boar“ aus phonologischer Sicht unwahrscheinlich erschienen. Er sah eher eine Nähe zu altenglisch „ealfara“, was ein Packpferd meint. Dieses Wort wird in der Epistola Alexandri neben Zugochsen und Kamelen genannt. Nach Tolkiens Meinung könnte es von französisch „alferan“ oder „auferan“ und somit zu „eafor“ und „afevian“ gehören, was eine Durchführung von Transporten meint. Nach weiteren sprachlichen Betrachtungen setzt Tolkien daher „eaueres“ mit „aver“ = Pferd gleich, so dass er zu dem Schluss kommt, dass es sich um The Devil’s Coach-Horses, also „des Teufels Kutschpferde“ handelt.

## Bezeichnung für ein Insekt
Der Schwarze Moderkäfer wird ebenfalls als Devil’s Coach Horse (Ocypus olens), auch (Staphylinus olens) oder Cocktail Beetle bezeichnet.